# خورش به‌آلو
خورش به‌آلو یکی از ده‌ها نوع انواع خورش‌های اصیل ایرانی است ، که در طبخ آن از گوشت قرمز به آلو پیاز روغن آفتابگردان ادویه جات استفاده و با پلو ایرانی مصرف می‌شود.

## مواد لازم
- به
- گوشت خورشتی
- آلو خورشتی
- پیاز
- رب گوجه فرنگی
- روغن مایع
- نمک و ادویه

## شیوهٔ پخت
ابتدا پیازها را خلالی خرد می‌کنیم و در روغن سرخ می‌کنیم.سپس گوشت خورشتی را به همراه پیاز سرخ شده کمی تفت می‌دهیم تا رنگش تغییر کند. لپه‌ها را پس از شستشو، همراه با رب گوجه فرنگی داخل مواد ریخته و کمی تفت می‌دهیم، سپس چند لیوان اضافه می‌کنیم، و اجازه می‌دهیم گوشت بپزد. در صورت تمایل می‌توانید در این مرحله آلوی خورشی را هم پس از شستن به مواد اضافه کنید. اکنون به را مانند پرهای پرتقال برش داده و از وسط نصف می‌کنیم. توجه داشته باشید که به زود پخته می‌شود و ممکن است له شود، به همین دلیل نیم ساعت آخر طبخ غذا به را اضافه می‌کنیم. نمک، فلفل سیاه و دارچین را هم اضافه کرده و در صورتی که می‌خواهید خورش طعمی ملس داشته باشد، آبلیمو و شکر را هم به آن بیفزایید. پس از چند قل خورش حاضر است.